# Moutabea longifolia
Moutabea longifolia är en jungfrulinsväxtart som beskrevs av Eduard Friedrich Poeppig och Endl.. Moutabea longifolia ingår i släktet Moutabea och familjen jungfrulinsväxter. Inga underarter finns listade i Catalogue of Life.